# Shoot the Moon
Shoot the Moon es el décimo segundo episodio y final de la cuarta temporada y cuadragésimo segundo episodio a lo largo de la serie de drama y ciencia ficción de TNT Falling Skies. Fue escrito por David Eick y dirigido por Greg Beeman. Fue estrenado el 31 de agosto de 2014 en Estados Unidos como parte del final de temporada de dos horas siendo precedido por Space Oddity. Fue estrenado el 7 de septiembre de 2014 en Latinoamérica.
Tom y Lexi deben encontrar una manera de destruir el núcleo de energía Espheni; mientras la 2nd Mass teme ser el blanco de un ataque inminente Espheni liderado por el Overlord quemado.

## Elenco
| - Noah Wyle como Tom Mason. - Moon Bloodgood como Anne Glass. - Drew Roy como Hal Mason. - Connor Jessup como Ben Mason. - Maxim Knight como Matt Mason. - Colin Cunningham como John Pope. - Sarah Sanguin Carter como Maggie. - Mpho Koaho como Anthony. - Doug Jones como Cochise. - Scarlett Byrne como Lexi. - Will Patton como Daniel Weaver. | - Treva Etienne como Dingaan Botha. - Desiree Ross como Mira. - Mira Sorvino como Sara. |

## Recepción

### Recepción de la crítica
Chris Carabott de IGN calificó al episodio como grandioso y le otorgó una puntuación de 8.6 sobre 10, comentando: "Los nuevos monstruos que se presentan en gran medida en la parte de la Tierra de "Shoot the Moon" hicieron una conclusión muy divertida de la temporada. Incluso si algunas de las líneas y los momentos eran un poco cursi, fue una bonita salida del tono del resto de la temporada. Los últimos momentos de Lexi y Tom juntos en el espacio fueron conmovedores, aunque la conclusión al Espheni quemado fue un poco decepcionante. Esa última escena fue fantástica y con suerte introducirá algo para cambiar las cosas una vez que entremos en la última temporada.

### Recepción del público
En Estados Unidos, Shoot the Moon fue visto por 2.43 millones de espectadores, recibiendo 0.5 millones de espectadores entre los 18 y 49 años, de acuerdo con Nielsen Media Research.